# Cășeiu
Cășeiu [kəˈʃeiu] (ungarisch Alsókosály) ist eine Gemeinde im Kreis Cluj in der Region Siebenbürgen in Rumänien.

## Geographische Lage

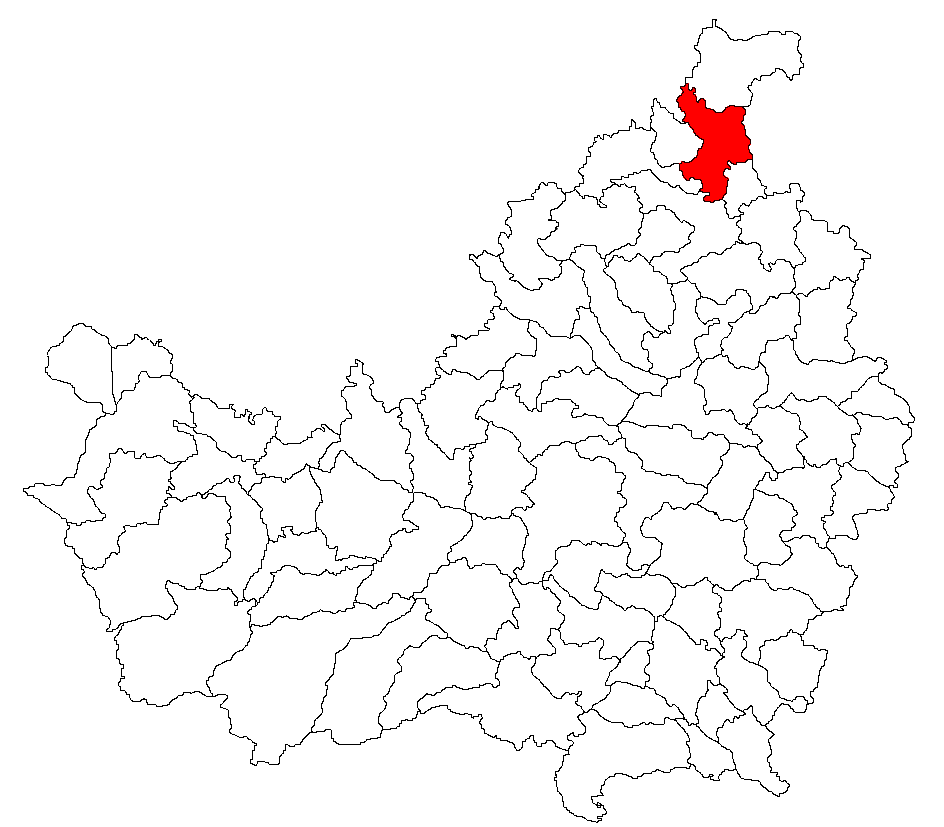
Lage der Gemeinde Cășeiu im Kreis Cluj

Die Gemeinde Cășeiu bestehend aus zehn Dörfer, befindet sich nordöstlich des Flusses Someș (Somesch) auf einer Fläche von etwa 8300 Hektar im Westen des Siebenbürgischen Beckens im Norden des Kreises Cluj. Das Gemeindezentrum liegt am Fluss Sălătruc – ein rechter Zufluss des Someș –, an der Abzweigung des Drum național 18B vom Drum național 1C (hier zugleich die Europastraße 58) und der Bahnstrecke Dej–Jibou sieben Kilometer nördlich von der Stadt Dej (Burglos). Die Kreishauptstadt Cluj-Napoca (Klausenburg) befindet sich etwa 60 Kilometer südlich von Cășeiu.

## Geschichte
Mindestens seit römischer Zeit war das Gebiet von Cășeiu besiedelt, wovon das Kastell Cășeiu (antiker, lateinischer Name: Samum) Zeugnis ablegt.
Der Ort Cășeiu wurde erstmals, nach unterschiedlichen Angaben, 1216 oder 1261 urkundlich erwähnt. Eine Besiedlung der Region deutet nach archäologischen Grabungen in die Römerzeit zurück. Nach Angaben von Emilio Panaitescu deuten Funde in die Frühbronzezeit, diese befinden sich im Museum der Stadt Dej.
Im eingemeindeten Dorf Urișor (ehemals Urișorul de Jos, ung. Alör) wurde am Ufer des Someș, in der Nähe der Dorfmühle, bei archäologischen Grabungen eine Siedlung die in die Römerzeit deutet; von den Einheimischen bei Statia Electro genannt, eine Siedlung die in die Bronzezeit deutet, gefunden.
Im Königreich Ungarn gehörte die heutige Gemeinde dem Stuhlbezirk Dés in der Gespanschaft Szolnok-Doboka, anschließend dem historischen Kreis Someș und ab 1950 dem heutigen Kreis Cluj an.
Die griechisch-katholische Holzkirche Sfinții Apostoli Petru și Pavel aus dem eingemeindeten Dorf Leurda, Ende des 18. Jahrhunderts errichtet, wurde 1998 nach Bistrița (Bistritz) ins Heimatmuseum umgesetzt und restauriert.

## Bevölkerung
Die Bevölkerung der Gemeinde entwickelte sich wie folgt:
| 1850 | 2.983 | 2.446 | 77 | 1 | 459            |
| 1920 | 4.537 | 4.248 | 91 | — | 198            |
| 1966 | 6.403 | 6.358 | 44 | — | 1              |
| 2002 | 4.882 | 4.611 | 41 | 1 | 229            |
| 2011 | 4.437 | 3.855 | 19 | — | 563            |
| 2021 | 4.375 | 3.721 | 9  | — | 645 (367 Roma) |

Seit 1850 wurde auf dem Gebiet der heutigen Gemeinde die höchste Einwohnerzahl 1966, gleichzeitig die der Rumänen ermittelt. Die höchste Bevölkerungszahl der Roma (421) wurde 2011, die der Magyaren (285) wurde 1900 und die der Rumäniendeutsche (243) 1890 registriert.

## Sehenswürdigkeiten
- Im Gemeindezentrum das Kastell Cășeiu, errichtet etwa um das Jahr 106, befindet sich 300 Meter vom rechten Ufer des Someș und etwa anderthalb Kilometer südlich von Cășeiu entfernt, von den Einheimischen Cetățele genannt. Archäologische Grabungen von 1925/1926 ergaben, dass sich das viereckige Kastell auf einer Fläche von etwa zweieinhalb Hektar befand und an den Ecken je einen trapezförmigen Wehrturm hatte.[5] Das Areal steht unter Denkmalschutz.[6]
- Im eingemeindeten Dorf Coplean (ungarisch Kaplyon) die Ruinen des Herrenhauses der ungarischen Adelsfamilie Haller[9] im 18. Jahrhundert errichtet und 1920 abgebrannt,[3] steht unter Denkmalschutz.[6]
- Im eingemeindeten Dorf Gârbău Dejului (ungarisch Désorbó) die Holzkirche Sf. Arhangheli Mihail și Gavriil, im 18. Jahrhundert errichtet, steht unter Denkmalschutz.[6]
- Im eingemeindeten Dorf Rugășești (ungarisch Felsőkosály) bei Dealul Podului, ein Turm aus der Römerzeit, steht unter Denkmalschutz.[6]

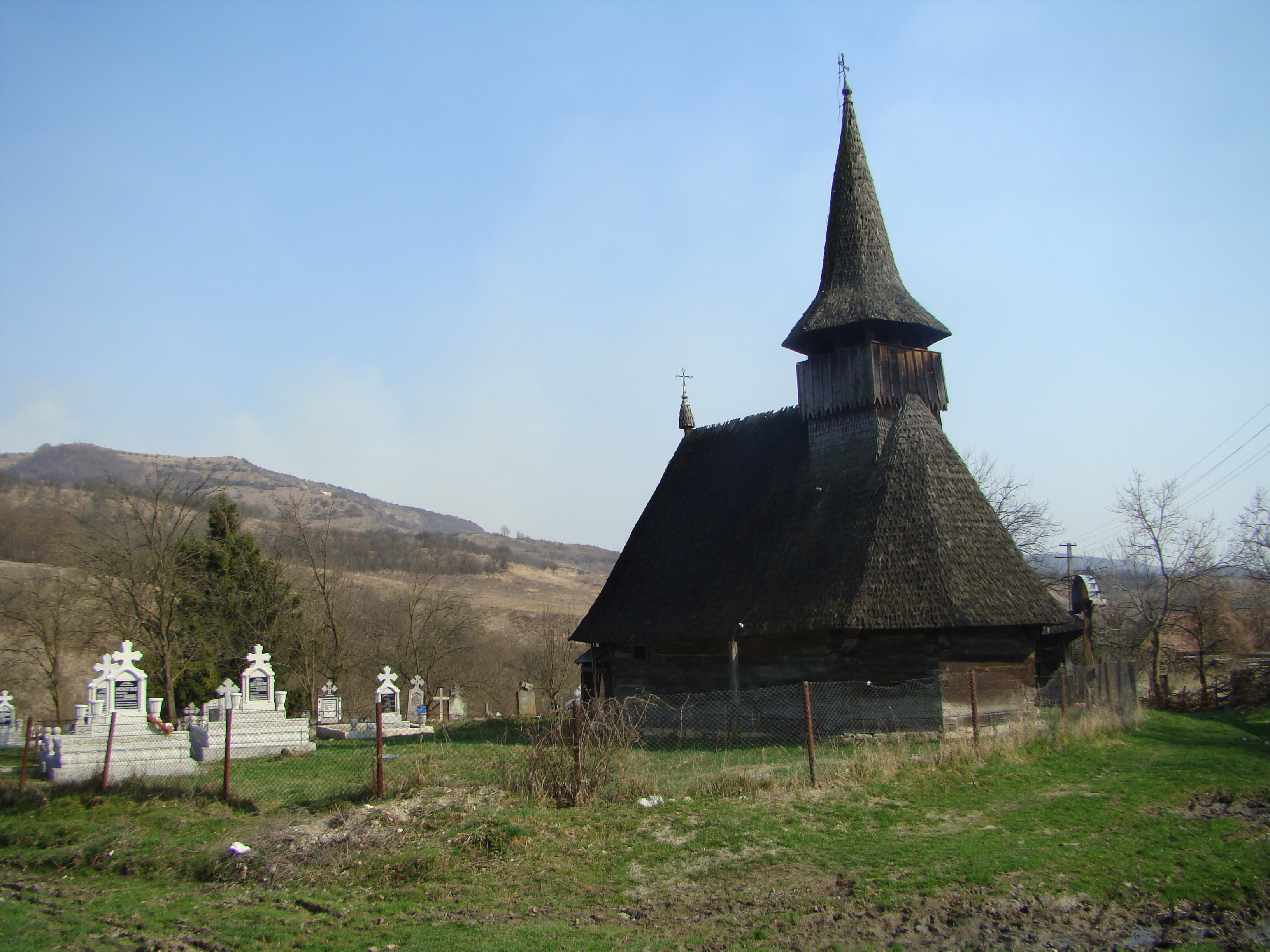
Holzkirche in Gârbău Dejului
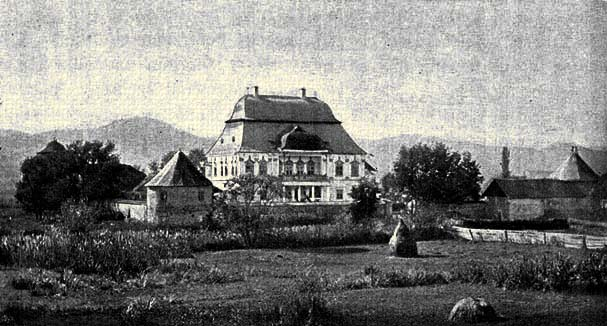
Haller Kastell um 1900
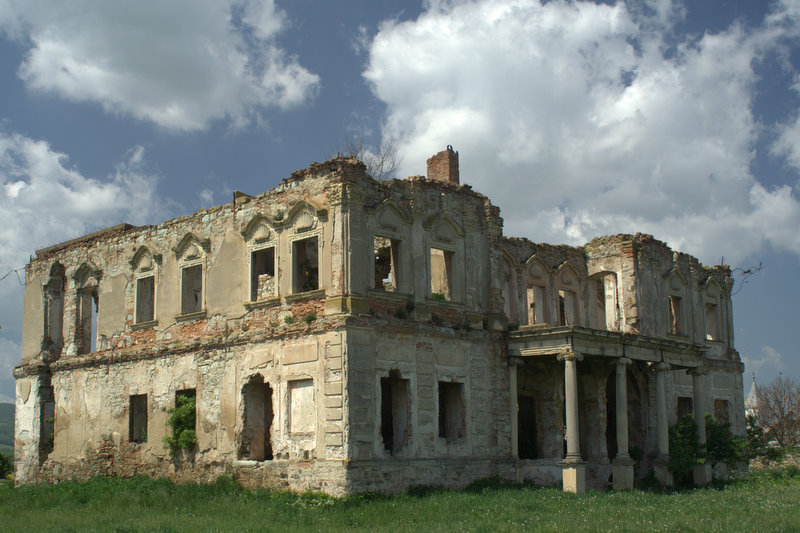
Haller Kastell heute